# Rugby Town Football Club
El Rugby Town Football Club es un equipo de fútbol profesional inglés que actualmente juega en la Northern Premier League de la liga inglesa de fútbol. El equipo fue fundado en 1955. Sus colores tradicionales son el azul y el blanco. Se apodan The Valley, y juega sus partidos de casa en el Butlin Road. Se fundó con el nombre New Bilton Juniors y fue renombrado un total de cuatro veces. Primero, en 1956, a Valley Sports. La siguiente vez fue en 1971 a Valley Sports Rugby, o simplemente VS Rugby, para posteriormente en 2000 a Rugby United, y de nuevo, y por última vez, a Rugby Town FC.

## Biografía
Fue fundado por Keith Coughlan y bajo el nombre de New Bilton Juniors, the Valley jugó su primer partido en calidad de amistoso en 1955. Jugaron en el Oakfield Recreation Park, compartiendo estado con varios equipos de la región de Rugby hasta 1973.
En 1956, el club se renombró por primera vez a Valley Sports, donde entraron en la Rugby and District Football League jugando su primer partido en competición. VS Rugby cambió su estadio de casa al de Butlin Road, en 1973. En 1974, se cambiaron de la United Counties League a la West Midlands League, tomando parto en la FA Cup de 1976, siendo eliminado en la primera ronda.

## Entrenadores
- 1981–1992: Jimmy Knox
- 1992–1993: Mick Martin
- 1993–1995: Ron Bradbury
- 1995–1996: Stuart Robson
- 1996: David Jones
- 1996: Steve Hunt
- 1996–1998: Alan Lewer
- 1998–2001: Martin Sockett
- 2001–2005: Tony Dobson
- 2005–2007: Billy Jeffrey
- 2008: Rod Brown
- 2008–2009: Tony Dobson
- 2009–2010: Lee Colkin
- 2010–2011: Martin Sockett
- 2011 –: Dave Stringer

## Palmarés
- Southern League Division One Midlands (1): 1987
  - Subcampeón: 1994, 2013
- Birmingham Combination (1): 1954
- Midland Football Combination (1): 2002
- Copa de la liga de la Southern Football League (1): 1990
- FA Vase (1): 1983
- Birmingham Senior Cup (3): 1971, 1989, 1992